# Eyes That Never Lie
Eyes That Never Lie – anglojęzyczny singel białoruskiego piosenkarza Piotra Jałfimaua wydany w 2009 roku, napisany przez wokalistę we współpracy z Walerijem Prokhozhim.
Utwór reprezentował Białoruś podczas 54. Konkursu Piosenki Eurowizji zorganizowanym w Moskwie w Rosji w 2009 roku.

## Historia utworu

### Nagrywanie i wydanie

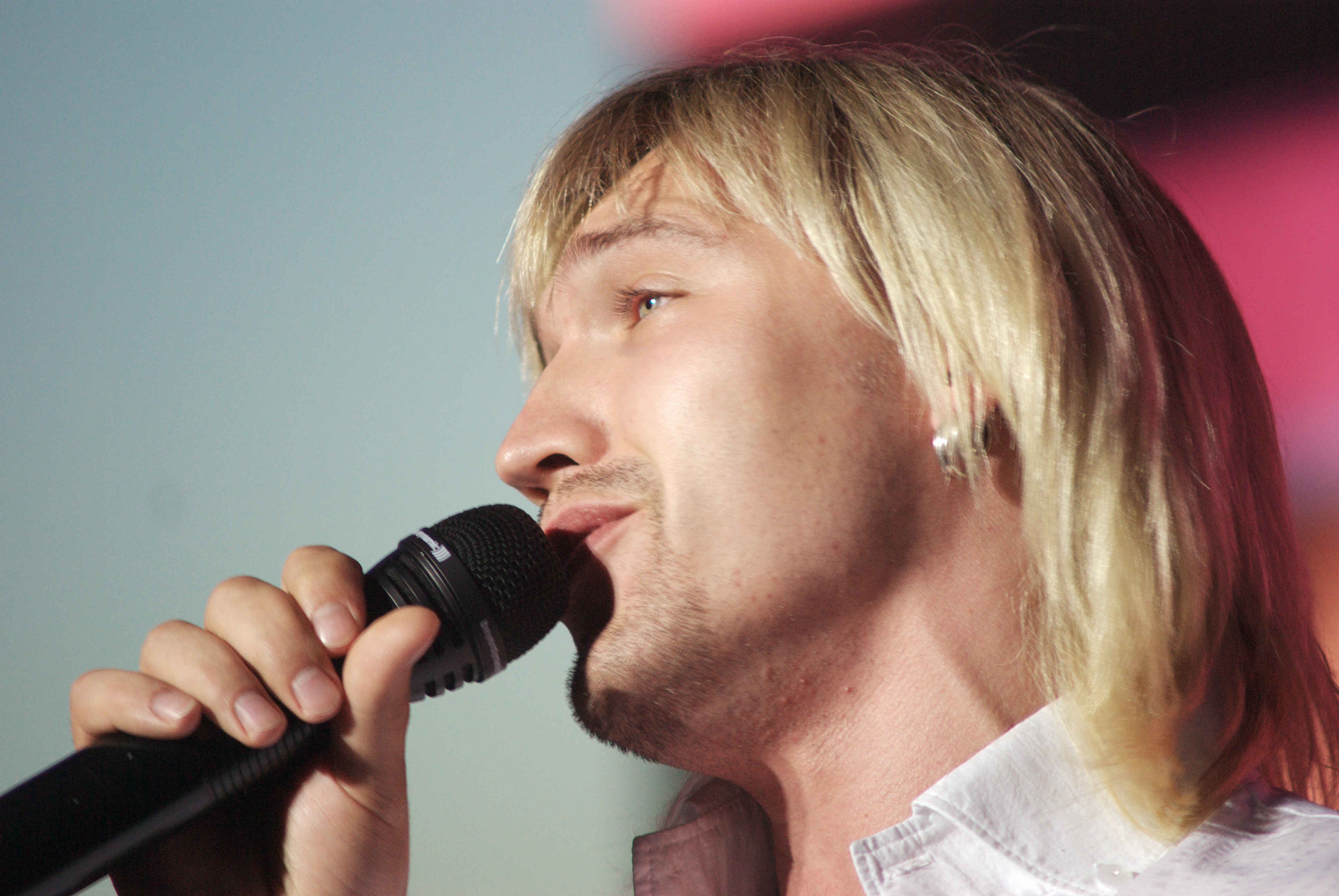
Piotr Jałfimau podczas koncertu w 2008 roku

Autorami piosenki są Piotr Jałfimau oraz Walerij Prokhozhy. Singel wygrał krajowe eliminacje umożliwiające szansę reprezentowania Białorusi podczas 54. Konkursu Piosenki Eurowizji w 2009 roku w Moskwie w Rosji. Nową, eurowizyjną wersję utworu nagrano w Finnvox Studios Finlandii, przy gościnnym udziale orkiestry Tero Kinnunena.

### Konkurs Piosenki Eurowizji 2009
Do udziału w krajowych selekcjach eurowizyjnych EuroFest 2009 do 49. Konkursu Piosenki Eurowizji zgłosiło się 126 kandydatów, w tym Jałfimau z singlem „Eyes That Never Lie” Do rundy półfinałowej komisja jurorska zakwalifikowała piętnaście propozycji. Utwór wokalisty awansował do finału, który odbył się 19 stycznia 2009 roku. Ostatecznie piosenka wygrała eliminacje, zdobywając największa liczbę 11 475 głosów.
Po wygraniu selekcji, reprezentant rozpoczął przygotowania do występu podczas Konkursu Piosenki Eurowizji. Choreografię i prezentację sceniczną przygotował dla artysty Janusz Józefowicz. W trakcie konsultacji z polskim choreografem Jałfimowi nie spodobał się jego pomysł i wokalista zrezygnował ze współpracy. Kilka dni później ogłoszono jednak, że Józefowicz przygotuje białoruski występ.
Jałfimau wystąpił 12 maja jako czwarty w pierwszym półfinale 54. Konkursu Piosenki Eurowizji. Zdobył 25 punktów, które zapewniły mu zajęcie 13. miejsca oraz brak awansu do rundy finałowej. Wynik skomentował m.in. szef delegacji białoruskiej, Aleksander Martynenko, który stwierdził, że „przyczyną porażki Białorusi podczas półfinału był brak charyzmy Piotra Jałfimaua. (...) wokalista swoim występem nie przekazał widzom przesłania, które oni by zrozumieli”.

## Wydanie na albumach
| Album                               | Data             | Wytwórnia | Format | Nr katalogowy              | Nr utworu | Źródło |
| ----------------------------------- | ---------------- | --------- | ------ | -------------------------- | --------- | ------ |
| Eurovision Song Contest Moscow 2009 | 29 kwietnia 2013 | EMI CMC   | 2 CD   | 50999 6 99680 2 0 699 6802 | 8 (1CD)   | [ 22 ] |